# Engyprosopon raoulensis
Engyprosopon raoulensis is een straalvinnige vissensoort uit de familie van botachtigen (Bothidae). De wetenschappelijke naam van de soort is voor het eerst geldig gepubliceerd in 1995 door Amaoka & Mihara.